# Alsdorf (Bitburg-Prüm)
Alsdorf, Bitburg-Prüm é um município da Alemanha localizado no distrito (Kreis ou Landkreis) de Bitburg-Prüm, na associação municipal de Verbandsgemeinde Irrel, no estado da Renânia-Palatinado.